# Maria Cristina d'Habsburg
|  | Aquest article tracta sobre la princesa de Transsilvània. Si cerqueu la reina d'Espanya, vegeu «Maria Cristina d'Àustria». |

Maria Cristina d'Àustria (10 de novembre de 1574 -6 d'abril de 1621) fou una princesa alemanya de la Casa d'Habsburg i per matrimoni princesa de Transsilvània.
Era filla de l'arxiduc Carles II d'Habsburg, fill de l'emperador Ferran I, i Maria Anna de Baviera. El seu germà gran, l'arxiduc Ferran, va succeir a Ferran I com a emperador del Sacre Imperi el 1619.
El 7 de febrer de 1595 es va rebre a Graz la petició formal de matrimoni entre Maria Cristina i Segimon Bathory, governant Príncep de Transsilvània, pels nobles Esteve Bocskay. El contracte matrimonial es va negociar gairebé un mes, i finalment a la núvia el 15 de juny acompanyada de la seva mare, el príncep-bisbe Jordi de Lavant i 6.000 genets alemanys. En Kaschau Maria Cristina emmalaltí amb febres, el que va retardar la re-ride. El casament formal va tenir lloc a Weissenburg el 6 d'agost de 1595, i poc després Maria Cristina es va traslladar a Transsilvània.
El matrimoni es considera com un benefici polític important, de manera que Segimon, un antic vassall de l'Imperi Otomà, ara estrenyia enllaços amb el Sacre Imperi. L'Emperador Rodolf II va nomenar Segimon Príncep del Sacre Imperi (Reichsfürst), i també va assegurar la possessió de Transsilvània, si la parella romania sense descendència. L'acord va ser signat el 16 de gener 1595 per Parlament hongarès a Bratislava.
No obstant això, aquesta unió va resultar ser completament infeliç: Segimon, després d'una desastrosa nit de noces, es va negar a consumar el matrimoni i va enviar la seva dona a una fortalesa a Kővár vára, on empresonà Maria Cristina fins al 18 d'abril de 1598, quan, a petició de la noblesa local, quan fou escollida per ocupar el tron de Transsilvània després de l'abdicació del seu marit. No obstant això, el seu govern fou només nominal, perquè l'emperador Rodolf II va enviar representants per governar. El 20 d'agost de 1598, Segimon Báthory va recuperar el tron i es reconcilià amb la seva muller, però la va enviar de nou a Kővár.
Quan Segimon va abdicar per segon cop al març de 1599, Maria Cristina, finalment l'abandonà i tornà a Àustria a l'abril. El 17 d'agost 1599 el papa Climent VIII va dissoldre el seu matrimoni, i en 1607 es va unir a la seva germana menor Eleonor al Convent Haller (Haller Damenstift) a Hall in Tirol, on va morir en 1621, als quaranta-sis anys.